# Economía ricardiana

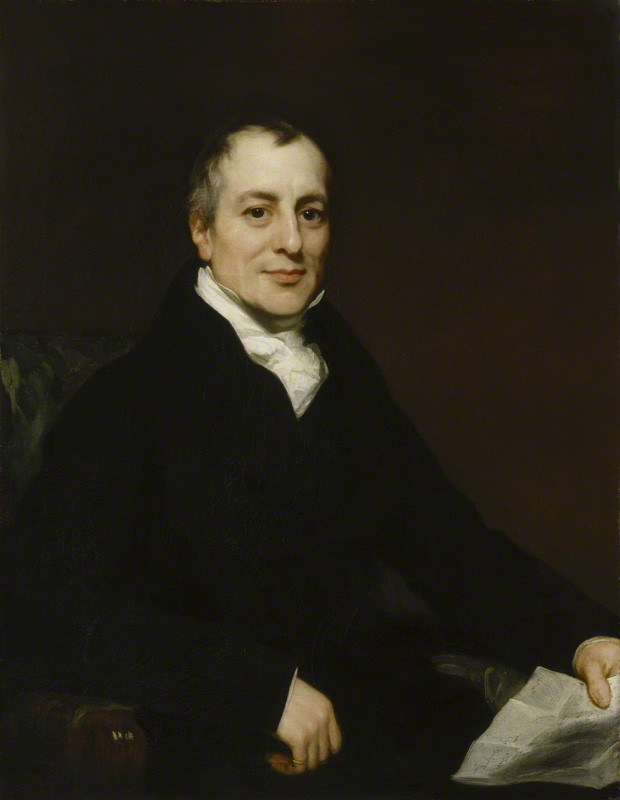
David Ricardo economista, formuló el modelo que lleva su nombre para explicar las interacciones económicas en el comercio internacional

La economía ricardiana es una escuela de pensamiento económico inspirada en la obra de David Ricardo. La mayoría de los conceptos más importantes y fundamentales de esta escuela fueron desarrollados por Ricardo en su obra principal, On the Principles of Political Economy and Taxation (Sobre los principios de la economía política y la fiscalidad) (1817). Entre estos conceptos, destaca la teoría de la renta de la tierra, que sostiene que la renta de la tierra crece a medida que aumenta la población. Ricardo también introdujo un modelo económico del comercio internacional para explicar el patrón y las ganancias del comercio en términos de ventaja comparativa. Este modelo supone una competencia perfecta y un único factor de producción: la mano de obra, con requisitos constantes de mano de obra por unidad de producción que difieren según el país del que se trate. La teoría de la ventaja comparativa sostiene que todas las naciones pueden beneficiarse del libre comercio, incluso si una nación es menos eficiente en la producción de todos los bienes en comparación con sus socios comerciales.

## Principales Conceptos de la Economía Ricardiana
David Ricardo dedicó una atención especial a la teoría del valor. Consideró que el valor de cambio de las mercancías estaba determinado por la cantidad de trabajo necesaria para su producción. Aunque Adam Smith consideró esta idea exacta en las sociedades primitivas, la rechazó para aquellas en las que la producción de bienes requería tanto capital como trabajo. Ricardo, sin embargo, mantuvo que el valor de las mercancías se basaba en el trabajo necesario para su producción.
En cuanto al valor del trabajo (salario), Ricardo consideró que este debía medirse por el número de horas dedicadas a la producción de los bienes de subsistencia necesarios para mantener al trabajador y a su familia. Según Ricardo, el salario determinado por el mercado a través de la oferta y demanda de trabajo podría coincidir o no con este salario natural, pero siempre oscilaría alrededor de él. Si ambos salarios no coincidían, se producirían movimientos de crecimiento o descenso de la población, según que el salario de mercado fuese superior o inferior al salario natural, manteniéndose por tanto una tendencia de equilibrio entre ellos.
Las preocupaciones de Ricardo en relación con el crecimiento económico lo llevaron a interesarse primero por los factores que explican la distribución de la renta. Solo en segunda instancia, se preocupaba por averiguar las causas del crecimiento económico, o el origen de "la riqueza de las naciones".

### Ventaja Comparativa
Entre los aportes de David Ricardo destaca especialmente la teoría de la ventaja comparativa, que defiende las ventajas del comercio internacional. Esta teoría es una ampliación de la división del trabajo propuesta por Adam Smith y se opone a las teorías proteccionistas, que abogaban por la producción interna y evitaban el comercio exterior.
En su libro On the Principles of Political Economy and Taxation (Sobre los principios de la economía política y la fiscalidad) (1817), Ricardo propuso que un país debe especializarse en aquellos bienes y servicios que pueda producir de manera más eficiente, y adquirir de otros países aquellos que produzca de manera menos eficiente, incluso cuando esto implique adquirir bienes extranjeros cuya producción podría ser más eficiente a nivel local. De esta manera, la teoría de Ricardo enfatiza la productividad de los países y cómo esta puede maximizarse a través del comercio internacional.
Tanto la teoría de la ventaja absoluta como la de la ventaja comparativa simplifican los modelos económicos mucho más allá del cæteris paribus ordinario, en donde se estudia una variable manteniendo las demás constantes. Estas teorías omiten factores como los mencionados anteriormente, por ejemplo: qué ocurre cuando más de un país es el más eficiente en la producción de un bien en distintas regiones del mundo. Sin embargo, es un gran acierto definir la ventaja de los países en términos de productividad. Cabe destacar que un país puede volverse más productivo en la obtención de ciertos artículos gracias a factores como el desarrollo tecnológico.

### Teoría del Valor-Trabajo
David Ricardo desarrolló una teoría del valor-trabajo explicada en su obra Principios de economía política y tributación (1817). Continuando los razonamientos de Smith, adopta la primera de sus dos teorías del valor y trata de explicar cómo funciona el beneficio en la sociedad capitalista. Critica además la definición dada sobre el patrón invariable trabajo. El primer paso fue comprender las leyes del valor.
Poseyendo utilidad, las cosas derivan su valor en cambio de dos causas: de su escasez y de la cantidad de trabajo necesaria para obtenerla. [...] Así, pues, al hablar de las cosas, de su valor en cambio y de las leyes que regulan y especias respectivos, nos referimos siempre a aquellas cuya cantidad puede ser aumentada por el esfuerzo de la industria humana y en cuya producción la competencia actúa sin restricciones.
Explica que el valor del trabajo también varía, oponiéndose a Smith, quien sostenía que las mercancías varían su valor pero no el trabajo para producirlas. Ricardo sostiene que el trabajo no es un valor invariable y expone la idea de que lo único que puede servir de norma para el intercambio de bienes es la cantidad de distintas clases de trabajo que se necesitan para producirlos.

### Renta Económica

#### La Renta Económica según David Ricardo
La renta económica es un ingreso que perciben los propietarios de la tierra debido a la escasez y la productividad diferencial de la tierra. En su obra On the Principles of Political Economy and Taxation (1817), Ricardo desarrolló su teoría de la renta económica, que se basa en varios puntos clave:

##### Productividad Diferencial de la Tierra
- Ricardo observó que la tierra no es homogénea; es decir, no todas las tierras son igualmente productivas. Algunas tierras son más fértiles y productivas que otra.
- La tierra más productiva genera más cosecha por unidad de trabajo y capital invertido

##### Renta de la Tierra
- La renta de la tierra es el ingreso adicional que reciben los propietarios de tierras más fértiles en comparación con las tierras menos fértiles.
- La renta se define como la diferencia entre el producto obtenido en las tierras más productivas y el producto obtenido en las tierras marginales (las menos productivas que todavía se cultivan de manera rentable).

##### Ley de los Rendimientos Decrecientes
- A medida que la población crece, se necesita más alimento, lo que obliga a cultivar tierras menos fértiles.
- La producción en estas tierras menos fértiles requiere más trabajo y capital para obtener la misma cantidad de producto que en las tierras más fértiles.
- Esta disminución en la productividad marginal de la tierra lleva a un aumento en la renta económica de las tierras más fértiles, ya que la diferencia en productividad se hace más pronunciada.

##### Determinación de la Renta
- La renta no influye en el precio de los productos agrícolas; más bien, es el precio del producto agrícola (determinado por la oferta y la demanda) el que influye en la renta.
- En otras palabras, la renta es un excedente que se deriva del precio del producto agrícola y no un costo de producción.

##### Ejemplo Ilustrativo
Supongamos que hay tres tipos de tierras:
- Tierra A (más fértil): Produce 100 unidades de grano por unidad de trabajo y capital.
- Tierra B (mediana fertilidad)**: Produce 80 unidades de grano por unidad de trabajo y capital.
- Tierra C (menos fértil): Produce 60 unidades de grano por unidad de trabajo y capital.
Si el precio del grano es constante, la tierra A generará una mayor renta económica porque produce más con la misma cantidad de trabajo y capital. La renta económica de la tierra A será la diferencia entre lo que produce comparado con la tierra marginal (C).

### Impacto y Legado
La escuela neorricardiana es una escuela más moderna que retoma algunos problemas y planteamientos estudiados por David Ricardo, su principal iniciador es paradójicamente Piero Sraffa, que dedicó su principal obra a refutarlo.
1. ↑  Smith, Adam Libro (1976). «Capítulo 5: “Of the Real and Nominal Price of Commodities, or of their Price in Labour, and their Price in Money”,». An Inquiry into the Nature and Causes of the Wealth of Nations (en inglés). University of Chicago Press (publicado el 1776).
2. 1 2  Ricardo, David (1996). «Capítulo 1: “On Value”». Principles of Political Economy and Taxation (en inglés). London: John Murray (publicado el 1817).
3. ↑  Ricardo, David (1996). «capítulo 7 "On Foreign Trade"». Principles of Political Economy and Taxation (en inglés). London: John Murray (publicado el 1817).
4. ↑  Ricardo, David (1985). Principios de economía política. Sarpe. p. 28. ISBN 84-599-0770-8. OCLC 47522985.
5. ↑  Ricardo, David (1996). «capítulo 2 "On Rent"». Principles of Political Economy and Taxation (en inglés). London: John Murray (publicado el 1817).